# Bajiquan
Bajiquan (chinesisch 八極拳, Pinyin Bājíquán – „Faust der acht Extreme“) ist eine chinesische Kampfkunst. „Baji“ ist ebenso wie „Taiji“ ein alter philosophischer Begriff aus dem Daoismus, der die Grenzen der acht räumlichen Ausdehnungen beschreibt.
Li Shuwen (1860–1934), galt in der Qing-Dynastie als der Begründer der Kampfkunst. Seine Schüler waren u. a. Huo Dian Ge, Leibwächter des letzten Kaisers von China Puyi; Li Chenwu, Leibwächter von Mao Zedong; und Liu Yun Qiao, Lehrmeister der Leibwächter Chiang Kai-sheks. Der erste Bericht darüber stammt von einem chinesischen Muslim aus dem Dorf Mong in der Provinz Hebei in Nordchina. Das derzeitige System wurde ursprünglich parallel zum System Pi Gua Zhang betrieben („Hängende Handkante“). Heute wird ein vereinigter Stil gelehrt, weil sich die beiden Systeme ergänzen.

## Merkmale
Das Bajiquan zeichnet sich durch direktes, enges Arbeiten am Gegner aus, wobei sich der gesamte Körper als Einheit bewegen und dessen Kraftpotenziale sich addieren sollen. Entsprechend einer traditionellen Formulierung soll der "ganze Körper zur Faust werden". Die ausgeprägte Nahkampforientierung, die auf möglichst schnelle Überbrückung der langen und mittleren Kampfdistanz angelegt ist, bedient sich dabei ausgeklügelter Körpermechaniken, die zwar sehr wirkungsvoll, jedoch schwer zu erlernen sind und deren flexible Anwendung ein langes und hartes Training sowie eine akribische Körper- und Partnerarbeit erfordern. Im Infight kommen dabei vorzugsweise Ellbogen-, Halte- und Wurftechniken zum Einsatz, während die eigene Körpermasse zur Kontrolle des Gegners eingesetzt wird. Wichtig ist deshalb neben dem körpermechanischen Aufbau und konzentrierten Einsatz von Energiepotenzialen die möglichst lückenlose Kontrolle des Gegners, dessen Zentrallinie und Körperschwerpunkt permanent unter Druck gesetzt werden. Obwohl sehr direkt, eng am Gegner orientiert und wuchtig im Angriff, erfordert die Umsetzung der Baji-Nahkampfkonzeption dennoch große Geschmeidigkeit und hohe Flexibilität bei der Anpassung an die Bewegungen des Gegners auf sehr engem Raum.
Bestimmte äußere Trainingsmerkmale wie das bekannte laute "Aufstampfen" dienen dazu, die Aufmerksamkeit der Übenden für das wichtige Absenken des Körpers zu schulen und einen akustischen Fixpunkt zu setzen, der das Ende einer komplexen, ganzheitlichen Bewegung markiert: "Wenn sich ein Teil des Körpers bewegt, bewegen sich alle Teile; steht ein Teil still, steht der ganze Körper unbewegt." Das Baji weist in wichtigen Teilbereichen eine größere Schnittmenge mit weiteren "inneren" Stilen wie dem Tai Chi oder dem Xingyi auf.